# Rafael Páez Cardona
Rafael Páez Cardona (Orihuela, Alicante, España; 10 de agosto de 1994) es un defensa español que actualmente juega en el San Fernando C.D. de la Primera División RFEF.

## Trayectoria
Paéz se inició en la Escuela Municipal de Orihuela, pasando posteriormente a las categorías inferiores del Hércules C.F. y el Real Madrid C. F., donde se proclamó Campeón de España Juvenil en la temporada 2012/2013.
Finalizada su etapa juvenil el defensa alicantino se incorporó al equipo Sub-21 del Liverpool F.C., llegando a debutar con el primer equipo de la mano de Brendan Rodgers en un partido amistoso contra el Shamrock Rovers F.C. irlandés. La siguiente temporada (14-15) fue cedido hasta el mercado invernal al Bologna F.C. 1909 (Serie A), pasando posteriormente a la S.D. Eibar (1ª División) donde debía sustituir a Raúl Albentosa, traspasado al Derby County F.C.. En Éibar, la FIFA no admitió su inscripción y Páez se quedó 6 meses sin jugar.
Tras desvincularse del Liverpool F.C. Páez firmó un contrato de 3 temporadas con la A.D. Alcorcón (2ª División). Un año después abandonó el club alfarero para fichar por el UCAM Murcia C.F. (2ªB).
En el mercado de invierno de la temporada 17-18 Páez fue fichado por el Deportivo Alavés (1ª División) para ser cedido al N.K. Rudes (Prva HNL), club croata convenido del equipo vitoriano. A su regreso de Croacia, Paéz marchó como cedido a un nuevo conjunto convenido del Deportivo Alavés, el F.C. Sochaux-Montbéliard (Ligue 2).
En la temporada 2019-2020 volvió a marchar cedido en este caso a la liga croata para formar parte de la plantilla del NK Istra 1961.
El 27 de julio de 2021, firma por el Mar Menor Fútbol Club de la Segunda División RFEF.
El 19 de enero de 2022, firma por el San Fernando C.D. de la Primera División RFEF.

## Clubes
| Club                              | División                        | País       | Año             |
| --------------------------------- | ------------------------------- | ---------- | --------------- |
| Liverpool F.C. Sub-21             | Professional Development League | Inglaterra | 2013-2014       |
| Bologna F.C. 1909 (Cedido)        | Serie A                         | Italia     | 2014-2015       |
| S. D. Eibar (Cedido)              | 1ª                              | España     | 2014-2015       |
| A.D. Alcorcón                     | 2ª                              | España     | 2016-2017       |
| UCAM Murcia C.F.                  | 2ªB                             | España     | 2017-2018       |
| N.K. Rudes                        | Prva HNL                        | Croacia    | 2017-2018       |
| F.C. Sochaux-Montbéliard (Cedido) | Ligue 2                         | Francia    | 2018-2019       |
| NK Istra 1961 (Cedido)            | Prva HNL                        | Croacia    | 2019-2021       |
| Mar Menor Fútbol Club             | Segunda División RFEF           | España     | 2021-2022       |
| San Fernando Club Deportivo       | Primera División RFEF           | España     | 2022-Actualidad |